# Лоу Цзивэй
Ло́у Цзивэ́й (кит. упр. 楼继伟, пиньинь Lóu Jìwěi; род. 1950) — китайский политик и финансист, министр финансов КНР в 2013—2016 годах. Член КПК с 1973 года. Делегат 17 съезда КПК, избранный кандидатом в члены ЦК партии (2007). Его называют протеже Чжу Жунцзи.

## Биография
Обучался компьютерным наукам в Университете Цинхуа, кот. окончил в 1978 году (бакалавр). Занимался исследованиями в области эконометрики на факультете последипломного образования АОН КНР, кот. окончил в 1982 году со степенью магистра. В 1980-х директор Института финансов и торговли АОН КНР.
Работал в 1995—1998 годах вице-губернатором провинции Гуйчжоу и в 1998—2007 годах — замминистра финансов КНР.
С 2007 года глава и председатель правления (CEO) Китайской инвестиционной корпорации (China Investment Corp (CIC) Китайская инвестиционная корпорация с ограниченной ответственностью — государственная компания по управлению золотовалютными резервами страны, учреждённая в сентябре 2007 года).
В 2008 году журнал «Time» включил его в топ-100 самых влиятельных людей в мире.
№ 30 в списке самых влиятельных людей в мире (2010) по версии американского журнала «Forbes».
16 марта 2013 года назначен на пост министра финансов КНР, 7 ноября 2016 освобождён от должности.

## Награды
- Орден Дружбы (9 октября 2017 года, Россия) — за заслуги в укреплении дружбы и сотрудничества между народами, плодотворную деятельность по сближению и взаимообогащению культур наций и народностей[5].